# SiemTV
SiemTV ou Semyorka (russe : Семёрка, ce qui signifie sept) était une chaîne de télévision généraliste russe détenue par le groupe privé UTH Russia. Elle était diffusée au niveau fédéral. Le 31 décembre 2011, SiemTV est remplacée par Disney Channel Russia.

## Historique
Le 17 septembre 2001, la chaîne SiemTV est fondée comme une chaîne de télévision nationale, détenue par la société Media-1.
En septembre 2009, les sociétés Media-1 et Art Finance Media Holding fusionnent pour former United TV Holding Russia.
Le 1er janvier 2010, SiemTV change de format pour des documentaires, des longs métrages des dessins animés et des émissions de divertissement, ce qui lui permet d'augmenter rapidement ses parts d'audiences.
Le 1er mars 2011, le format de la chaîne SiemTV revient vers un format plus divertissant et éducatif,. 
Le 27 octobre 2011, Disney achète 49 % de la société UTH Russia, propriétaire des chaînes Siem et Muz-TV, et annonce le renommage de la chaîne Siem en Disney Channel Russia.
Le 31 décembre 2011, SiemTV est remplacée par Disney Channel Russia mais la chaîne est détenue à 51 % par UTH et 49 % par Disney.